# Модель растущего разнообразия товаров

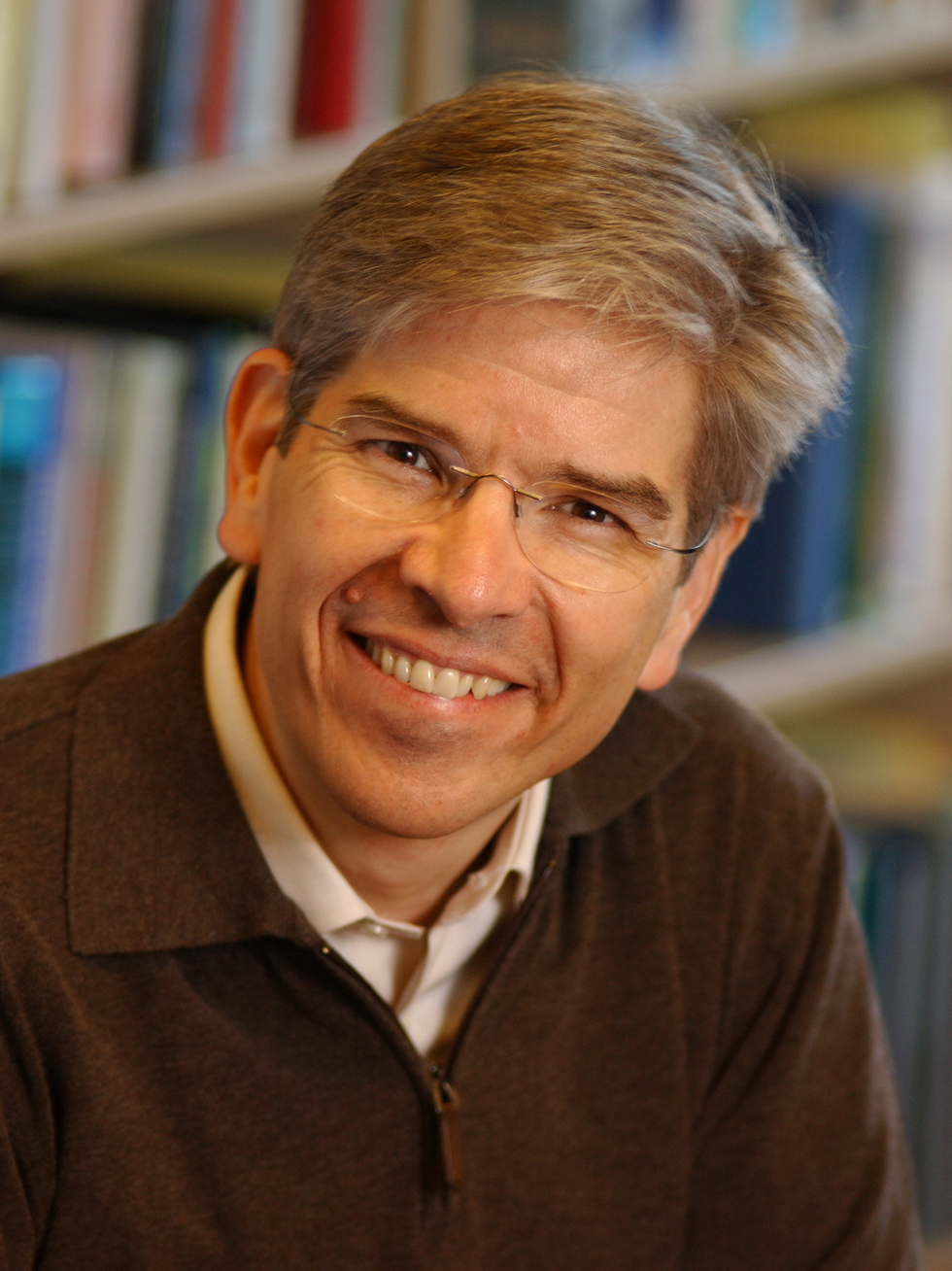
Пол Майкл Ромер

Моде́ль расту́щего разнообра́зия това́ров (модель Пола Ромера, англ. product variety model) — трёхсекторная модель эндогенного экономического роста в условиях монополистической конкуренции, показывающая возможность существования устойчивого экономического роста, обусловленного поведенческими факторами. В модели технологический прогресс является следствием целенаправленной деятельности экономических агентов по инвестированию в новые технологии с целью извлечения прибыли. Модель внесла существенный вклад в понимание того, каким образом решения индивидов влияют на темпы экономического роста, а также причин, по которым бедные страны не могут догнать богатые. Разработана в 1988 году Полом Ромером.

## История создания
В первых моделях экономического роста (модель Солоу, модель Харрода — Домара) использовались экзогенно задаваемые параметры «норма сбережений» и «темп научного прогресса», от которых в конечном итоге и зависят темпы роста экономики. Исследователи же хотели получить обоснование темпов экономического роста внутренними (эндогенными) факторами, поскольку модели с нормой сбережений имели ряд недостатков. Эти модели не объясняли устойчивые различия в уровнях и темпах роста между развивающимися и развитыми странами. Появившиеся позже модели Рамсея — Касса — Купманса и пересекающихся поколений преодолели недостаток экзогенности нормы сбережений — теперь эта величина определялась исходя из индивидуальных решений экономических агентов. Однако темп научного прогресса остался экзогенным в этих моделях, и во многом поэтому они тоже не смогли объяснить межстрановые различия. Модели, объясняющие экономический рост путём переопределения понятия «капитал», и включившие человеческий капитал в производственную функцию (например, модель Мэнкью — Ромера — Вейла) также не объясняют всех различий между темпами роста и уровнем развития разных стран, даже после учёта различий в человеческом капитале. Это показали, например, исследования Р. Холла и Ч. Джонса, Дж. Де Лонга, П. Ромера. Попытки прямого включения переменной научного прогресса в производственную функцию натолкнулись на ограничение, связанное с отдачей от масштаба. В условиях совершенной конкуренции при постоянной отдаче от масштаба доход фирмы полностью уходил на оплату труда и капитала. Поэтому будущий лауреат Нобелевской премии по экономике Пол Ромер предложил использовать в моделях монополистическую конкуренцию для объяснения темпов технологического прогресса. Модель растущего разнообразия товаров (также известная как модель Пола Ромера) была представлена на конференции «Проблема экономического развития: изучение экономического развития через свободное предпринимательство», состоявшейся в Университете штата Нью-Йорк в Буффало в мае 1988 года, опубликована в работе Пола Ромера «Эндогенные технологические изменения» в декабре 1989 года в NBER и издана в Journal of Political Economy в 1990 году.

## Описание модели

### Базовые предпосылки модели
В модели рассматривается закрытая экономика. Фирмы максимизируют свою прибыль, а потребители — полезность. В экономике существует три сектора: промежуточных товаров, конечных товаров и НИОКР. Сектор конечной продукции работает в условиях совершенной конкуренции. Сектор промежуточной продукции работает в условиях монополистической конкуренции. Сектор НИОКР продает свои патенты на изобретенные продукты сектору промежуточных товаров. Экономический рост в модели происходит за счёт увеличения числа промежуточных товаров. В качестве работника и потребителя в модели выступает бесконечно живущий индивид (или домохозяйство). Предполагается, что между разными поколениями существуют альтруистические связи, при принятии решений домохозяйство учитывает ресурсы и потребности не только настоящих, но и будущих своих членов, что делает его решения аналогичным решениям бесконечно живущего индивида. Время {\displaystyle t} изменяется непрерывно.
Трудовые ресурсы {\displaystyle L}, считающиеся в модели постоянными ({\displaystyle L=const}), распределены между секторами производства конечной продукции и НИОКР:
{\displaystyle L=L_{Y}+L_{RD}},
где {\displaystyle L_{Y}} — трудовые ресурсы, занятые в производстве, которые в модели считаются постоянными во времени, {\displaystyle L_{Y}=const}, {\displaystyle L_{RD}} — трудовые ресурсы в научно-исследовательском секторе, {\displaystyle L_{RD}=const}.
Производственная функция обладает убывающей предельной производительностью, постоянной отдачей от масштаба и представляет собой функцию Диксита — Стиглица:
{\displaystyle Y_{t}=AL_{Y}^{1-\alpha }\int \limits _{0}^{N_{t}}x_{j}^{\alpha }dj},
где {\displaystyle Y_{t}} — выпуск конечного продукта, {\displaystyle A} — уровень технологической производительности в экономике, {\displaystyle A=const}, {\displaystyle \alpha } — эластичность выпуска по промежуточному товару, {\displaystyle 0<\alpha <1}, {\displaystyle \alpha =const}, {\displaystyle x_{j}} — количество используемого {\displaystyle j}-го промежуточного продукта, {\displaystyle N_{t}} — количество промежуточных продуктов в экономике в момент времени {\displaystyle t}.
Физический капитал {\displaystyle K} в экономике равен сумме промежуточных продуктов, каждый из которых полностью используется в производственном цикле:
{\displaystyle K_{t}=\int \limits _{0}^{N_{t}}x_{j}dj}.
Цена единицы выпуска конечного продукта в модели: {\displaystyle P=1}. Это означает, что цены промежуточных продуктов даны как отношение к цене конечного продукта: {\displaystyle p_{j}={\frac {P_{j}}{P}}}. Реальная заработная плата равна {\displaystyle w={\frac {W}{P}}}.
Инвестиции {\displaystyle I} в модели равны сбережениям {\displaystyle S} и вычисляются исходя из тождества системы национальных счетов:
{\displaystyle I_{t}={\dot {K}}=Y_{t}-C_{t}},
где {\displaystyle C_{t}=c_{t}L} — совокупное потребление, {\displaystyle c_{t}} — потребление на единицу труда  в момент времени {\displaystyle t}, {\displaystyle {\dot {K}}} — производная капитала по времени.
Функция полезности потребителя обладает постоянной эластичностью замещения по времени, как и в модели Рамсея — Касса — Купманса:
{\displaystyle U(c)=\int \limits _{0}^{\infty }e^{-\rho t}{\frac {c^{1-\theta }-1}{1-\theta }}dt},
где {\displaystyle {\frac {1}{\theta }}} — эластичность замещения по времени, {\displaystyle \theta >0}, {\displaystyle \theta =const}, {\displaystyle {\rho }} — коэффициент межвременного предпочтения потребителя, {\displaystyle \rho >-1}, {\displaystyle \rho =const}. Функция удовлетворяет условиям {\displaystyle u'(c)>0,u''(c)<0} и условиям Инады (при потреблении, стремящемся к нулю, предельная полезность стремится к бесконечности, при потреблении, стремящемся к бесконечности, предельная полезность стремится к нулю): {\displaystyle \lim _{c\to 0}u'(c)=+\infty ;\ \lim _{c\to \infty }u'(c)=0}.
Как и в модели Рамсея — Касса — Купманса, доходы индивида состоят из заработной платы {\displaystyle w} и поступлений от активов {\displaystyle ra_{t}}. Активы индивида {\displaystyle a_{t}} могут быть как положительными, так и отрицательными (долг). Процентная ставка {\displaystyle r_{t}} по вложениям и по долгу в модели принята одинаковой. В связи с этим в модели присутствует условие отсутствия схемы Понци (финансовой пирамиды): нельзя бесконечно выплачивать старые долги за счет новых:
{\displaystyle \lim _{t\to \infty }a_{t}e^{-\int \limits _{0}^{t}(r(\nu )-n)d\nu }\geqslant 0},
где {\displaystyle a_{t}={\frac {K_{t}}{L_{t}}}=k_{t}}  — в закрытой экономике весь капитал принадлежит резидентам, а величина активов индивида {\displaystyle a} совпадает с запасом капитала на одного работающего.

### Задача фирмы и производство промежуточного и конечного продуктов
Сектор конечной продукции работает в условиях совершенной конкуренции. Задача фирмы-производителя конечных товаров выглядит следующим образом:
{\displaystyle AL_{Y}^{1-\alpha }\int \limits _{0}^{N_{t}}x_{j}^{\alpha }dj-\int \limits _{0}^{N_{t}}p_{j}x_{j}dj-wL_{Y}\longrightarrow {\underset {x_{j},L_{Y}}{\max }}},
Необходимые условия максимума выглядят следующим образом:
{\displaystyle p_{j}=\alpha Ax_{j}^{\alpha -1}L_{Y}^{1-\alpha }\ \forall j},
{\displaystyle w=(1-\alpha )AL_{Y}^{-\alpha }\int \limits _{0}^{N_{t}}x_{j}^{\alpha }dj}
Для упрощения вычислений автор принимает предпосылку о том, что все промежуточные продукты одинаковы {\displaystyle x_{j}=x\ \forall j}, что означает, что и их цены равны: {\displaystyle p_{j}=p_{x}\ \forall j}. В этом случае функция спроса на {\displaystyle j}-й промежуточный продукт имеет вид:
{\displaystyle x_{j}=x=L_{Y}\left(A{\frac {\alpha }{p_{x}}}\right)^{\frac {1}{1-\alpha }}}.
Далее вводится предпосылка о том, что ввод нового {\displaystyle (j+1)}-го товара вознаграждается монополией на его производство, а издержки единицы промежуточного продукта равны {\displaystyle \gamma }. Тогда задача максимизации прибыли монополиста-производителя нового товара примет следующий вид:
{\displaystyle \alpha Ax_{j+1}^{\alpha -1}L_{Y}^{1-\alpha }-\gamma x_{j+1}\longrightarrow {\underset {x_{j+1}}{\max }}}.
Откуда следует, что цена нового товара равна: {\displaystyle p_{j+1}={\frac {\gamma }{\alpha }}}.
Поскольку действует предпосылка о симметрии, это означает, что цены всех промежуточных товаров {\displaystyle x_{j}} равны между собой. В итоге получаем производственную функцию следующего вида:
{\displaystyle Y_{t}=A^{\frac {1}{1-\alpha }}\left({\frac {\alpha ^{2}}{\gamma }}\right)^{\frac {\alpha }{1-\alpha }}N_{t}L_{Y}}.
Прибыль производителя промежуточного продукта — {\displaystyle {\pi }_{x}} — равна:
{\displaystyle {\pi }_{x}=(1-{\alpha }){\gamma }^{-\alpha }{\alpha }^{\frac {1+{\alpha }}{1-{\alpha }}}A^{\frac {1}{1-{\alpha }}}L_{Y}=const}.

### Научно-исследовательский сектор и патенты
Патент в модели даёт монопольное право на производство одного вида промежуточного продукта. Цена патента равна стоимости будущей дисконтированной прибыли фирмы-монополиста. {\displaystyle q} — цена патента, имеет следующий вид:
{\displaystyle q={\pi }_{x}\int \limits _{t}^{\infty }e^{-\int \limits _{t}^{s}r_{\nu }d{\nu }}ds},
где {\displaystyle r} — процентная ставка.
Производная {\displaystyle q} по времени имеет следующий вид: {\displaystyle {\dot {q}}=-{\pi }_{x}+r_{t}q_{t}}.
Производственная функция научного-исследовательского сектора в модели находится из следующего дифференциального уравнения:
{\displaystyle {\dot {N}}=bL_{RD}N_{t}},
где {\displaystyle b} — производительность в научно-исследовательском секторе, {\displaystyle b=const}, {\displaystyle {\dot {N}}} — производная количества промежуточных продуктов по времени, также предполагается положительный внешний эффект от количества промежуточных товаров {\displaystyle N_{t}}.
Научно-исследовательский сектор работает в условиях совершенной конкуренции, потому цена патента {\displaystyle q} равна предельным издержкам по разработке новой технологии {\displaystyle \eta }:
{\displaystyle q={\frac {w}{bN}}=const=\eta }.

### Задача потребителя и экономический рост
Доходы индивида расходуются либо на потребление, либо на увеличение активов (сбережений). С учетом того, что население постоянно, бюджетное ограничение имеет вид:
{\displaystyle {\dot {a}}=w_{t}+r_{t}a_{t}-c}.
Задача потребителя, как и в большинстве других моделей экономического роста, в том, чтобы максимизировать свою полезность. Максимум функции полезности {\displaystyle U(c)} находится путём построения функции Гамильтона и нахождения её максимума с помощью принципа максимума Понтрягина.
Функция Гамильтона выглядит следующим образом:
{\displaystyle H={\frac {c^{1-\theta }-1}{1-\theta }}e^{-\rho t}+\lambda _{t}(w+ra_{t}-c)}
при условии:
{\displaystyle \lim _{t\to \infty }a_{t}e^{-\int \limits _{0}^{t}(r(\nu )-n)d\nu }\geqslant 0}.
Условие максимума первого порядка: {\displaystyle {\frac {\partial H}{\partial c}}=c^{-\theta }e^{-\rho t}-\lambda _{t}=0}.
Фазовая координата (сопряжённое уравнение): {\displaystyle {\frac {\partial H}{\partial a}}=r\lambda _{t}=-{\dot {\lambda }}}, где {\displaystyle {\dot {\lambda }}} — производная {\displaystyle \lambda } по времени.
Условие трансверсальности (при невыполнении которого найденное решение может оказаться не максимумом, а седловой точкой): {\displaystyle \lim _{t\to \infty }\lambda _{t}a_{t}=0}, где {\displaystyle \lambda _{t}} представляют собой теневые цены активов (теневые цены учитывают внешние эффекты в стоимости товаров, если фирмы и потребители принимают решения в соответствии со структурой цен, пропорциональной теневой, то в экономике достигается оптимальное по Парето состояние). В данном случае условие трансверсальности совпадает с ограничением на отсутствие схемы Понци.
Решение выглядит следующим образом:
{\displaystyle {\frac {\dot {c}}{c}}={\frac {1}{\theta }}(r_{t}-{\rho })},
где {\displaystyle {\dot {c}}} — производная потребления на душу населения по времени.
В устойчивом состоянии темпы роста потребления равны темпам роста выпуска и капитала, а в равновесном состоянии цена патента {\displaystyle q} постоянна, потому:
{\displaystyle r_{t}={\frac {\pi }{q}}},
{\displaystyle {\frac {\dot {c}}{c}}={\frac {\dot {Y}}{Y}}={\frac {\dot {K}}{K}}={\frac {1}{\theta }}\left({\frac {\pi }{q}}-{\rho }\right)={\frac {1}{\theta }}({\alpha }bL_{Y}-{\rho })=const},
где {\displaystyle {\dot {Y}}} — производная выпуска по времени.
Таким образом, внутренние параметры модели определяют темпы экономического роста без участия экзогенно задаваемой нормы сбережений.

### Оптимальные темпы роста
Оптимальные с точки зрения общества в целом темпы роста находятся из решения следующей задачи централизованного планирования:
{\displaystyle \max \int \limits _{0}^{\infty }{\frac {C^{1-{\theta }}}{1-{\theta }}}e^{-{\rho }t}dt}
при условиях
{\displaystyle {\dot {K}}=Y_{t}-C_{t}=K_{t}^{\alpha }AL_{Y}^{1-\alpha }N^{1-\alpha }-C_{t}},
{\displaystyle {\dot {N}}=bL_{RD}N_{t}},
{\displaystyle L_{Y}+L_{RD}=L}.
Для решения этой задачи динамической оптимизации строится функция Гамильтона, которая решается при помощи принципа максимума Понтрягина:
{\displaystyle {\hat {H}}={\frac {C^{1-{\theta }}}{1-{\theta }}}e^{-{\rho }t}+{\lambda _{t}}(Y_{t}-C_{t})+{\mu }_{t}bL_{RD}N_{t}+\chi (L_{Y}+L_{RD}-L)}.
Условия максимума первого порядка:
{\displaystyle {\frac {\partial {\hat {H}}}{\partial C}}=C^{-\theta }e^{-\rho t}-\lambda _{t}=0},
{\displaystyle {\frac {\partial {\hat {H}}}{\partial L_{Y}}}={\lambda }_{t}(1-\alpha )A{\biggl (}{\frac {K_{t}}{L_{Y}}}{\biggr )}^{\alpha }N^{1-\alpha }+\chi =0},
{\displaystyle {\frac {\partial {\hat {H}}}{\partial L_{RD}}}=\mu _{t}bN_{t}+\chi =0}.
Фазовые координаты (сопряжённые уравнения):
{\displaystyle {\frac {\partial {\hat {H}}}{\partial K}}=\lambda _{t}\alpha A{\biggl (}{\frac {L_{Y}}{K_{t}}}{\biggr )}^{1-\alpha }N^{1-\alpha }=-{\dot {\lambda }}},
{\displaystyle {\frac {\partial {\hat {H}}}{\partial N}}=\lambda _{t}(1-\alpha )K^{\alpha }L_{Y}^{1-\alpha }N^{-\alpha }+\mu _{t}bL_{RD}=-{\dot {\mu }}},
где {\displaystyle {\dot {\lambda }}} и {\displaystyle {\dot {\mu }}} — производные {\displaystyle \lambda } и {\displaystyle \mu } по времени, где {\displaystyle \lambda _{t}} представляет собой теневую цену капитала, а {\displaystyle \mu _{t}} — теневую цену научных исследований.
Исходя из фазовых координат и условий максимума первого порядка находятся оптимальные темпы роста:
{\displaystyle {\Biggl (}{\frac {\dot {Y}}{Y}}{\Biggr )}_{opt}={\frac {1}{\theta }}((1-\alpha )^{-{\frac {1}{\alpha }}}\alpha bL-{\rho })}.
Более высокие темпы роста при централизованном планировании (поскольку {\displaystyle (1-\alpha )^{-{\frac {1}{\alpha }}}>1}), чем при максимизации прибылей фирм-монополистов, достигаются за счёт того, что, во-первых, учитывается весь объём выпуска, а не только прибыль монополистов, во-вторых, учитывается отдача всех трудовых ресурсов {\displaystyle L}, а не только тех, которые формируют прибыль монополистов, и в-третьих, уровень финансирования научно-исследовательского сектора выше. Однако данные темпы роста достижимы лишь в теории, механизма перехода к оптимальным параметрам модель не предполагает.

## Преимущества, недостатки и дальнейшее развитие модели
В предшествующих моделях экономического роста (например, АК-модель, модель пересекающихся поколений, модель Рамсея — Касса — Купманса) не была раскрыта целенаправленная деятельность экономических агентов по инвестированию в новые технологии с целью извлечения прибыли. В них инвестиционные решения принимаются опосредованно, через оптимальный уровень физического капитала. Явная же спецификация издержек и выгод от инвестиций отсутствовала. Модель растущего разнообразия товаров преодолела этот недостаток: в ней издержки и выгоды от инвестиций отражены в явном виде. Таким образом, экономический рост в модели является следствием решений индивидов, а не экзогенно задаваемой переменной, что является несомненным её преимуществом. Вследствие этого модель растущего разнообразия товаров существенно лучше объясняет различия в технологическом уровне между странами, чем предшествующие модели, которые в большинстве своём предполагали наличие абсолютной или условной конвергенции, что означает, что бедные страны по своему уровню развития должны догонять богатые. В реальности же лишь есть лишь единичные примеры (японское экономическое чудо, корейское экономическое чудо), когда бедные страны смогли догнать богатые по уровню ВВП на душу населения, в большинстве случаев сближения уровня развития не происходит. Модель растущего разнообразия товаров не предполагает ни абсолютной, ни условной конвергенции, так как темпы роста не падают с ростом объёма выпуска, а значит, в рамках её предпосылок бедные страны не могут догнать богатые.
Вместе с тем существенным недостатком модели является отсутствие перетока технологий между странами. Однако модель обладает большим потенциалом для дальнейших расширений и включения дополнительных эффектов. Этим воспользовались Роберт Барро и Хавьер Сала-и-Мартин, создавшие модель распространения технологий, преодолевшую этот недостаток. В их исследовании моделируется процесс движения технологий между странами. Страны делятся на 2 группы: страны-лидеры разрабатывает новые технологии, а страны-последователи пытаются их повторить. В этой модели наблюдается условная конвергенция. Помимо этого, в модели Барро и Сала-и-Мартина показано, что страны-последователи имеют более высокую ставку процента, чем страны-лидеры, но она снижается в долгосрочном периоде. В странах-лидерах ставка процента колеблется вокруг равновесного значения.
Другим существенным недостатком модели является зависимость темпов роста от объёма трудовых ресурсов {\displaystyle L}, что предполагает, что большие (с точки зрения населения) страны должны расти существенно быстрее малых, что не нашло эмпирического подтверждения. Например, Чарльз Джонс показал, что это не соответствует эмпирическим данным. В своей работе Джонс предложил модель, объясняющую полученные результаты, которая является упрощённой модификацией модели растущего разнообразия товаров, в которой количество инноваций зависит не от общего числа, а от доли населения, занятого в секторе НИОКР.
Джин Гроссман и Эльханан Хелпман использовали модель растущего разнообразия товаров для анализа последствий мировой торговли. Модель Ромера является одним из источников теории экономической сложности, в частности, моделей приспособленности стран и сложности продуктов, разрабатываемых Лучано Пьетронеро и его коллегами.
В 2018 году Пол Ромер получил Нобелевскую премию по экономике, и ряд экспертов связывают её с разработкой модели растущего разнообразия товаров, поскольку она стала основой для исследований разницы между богатыми и бедными странами, а также позволяет рассчитать стоимость патента.